# Європа 2020
«Європа 2020» — стратегія соціально-економічного розвитку Європейського Союзу на період до 2020 року. Прийнята Європейською Радою навесні 2010 р.
Нова стратегія базується на таких ключових сферах:
- знання та інновації;
- стала економіка;
- вища зайнятість і соціальне залучення.

Велике значення приділяється «зеленим технологіям» (ЄС планує до 2020 р. скоротити викиди СО2 на 20%) та конкурентній економіці.
Одним із інструментів реалізації стратегії «Європа 2020» на 2014–2020 роки є рамкова програма «Горизонт 2020» з бюджетом у 80 мільярдів євро. Замінити програму «Горизонт 2020» має 7-річна науково-дослідна програма «Горизонт Європа», розрахована на 2021—2027 років.

## Сім флагманських ініціатив
Найважливіші області стратегії «Європа 2020» розглянуті в рамках семи флагманських ініціатив (англ. flagship initiatives), однією з яких є ініціатива «Цифровий порядок денний для Європи» (англ. Digital agenda for Europe).